# Synischia hectica
Synischia hectica är en kräftdjursart som först beskrevs av Peter Simon Pallas 1772.  Synischia hectica ingår i släktet Synischia och familjen tånglöss.
Artens utbredningsområde är havet utanför Grekland. Inga underarter finns listade i Catalogue of Life.